# 塞尼加 (布雷西亚省)

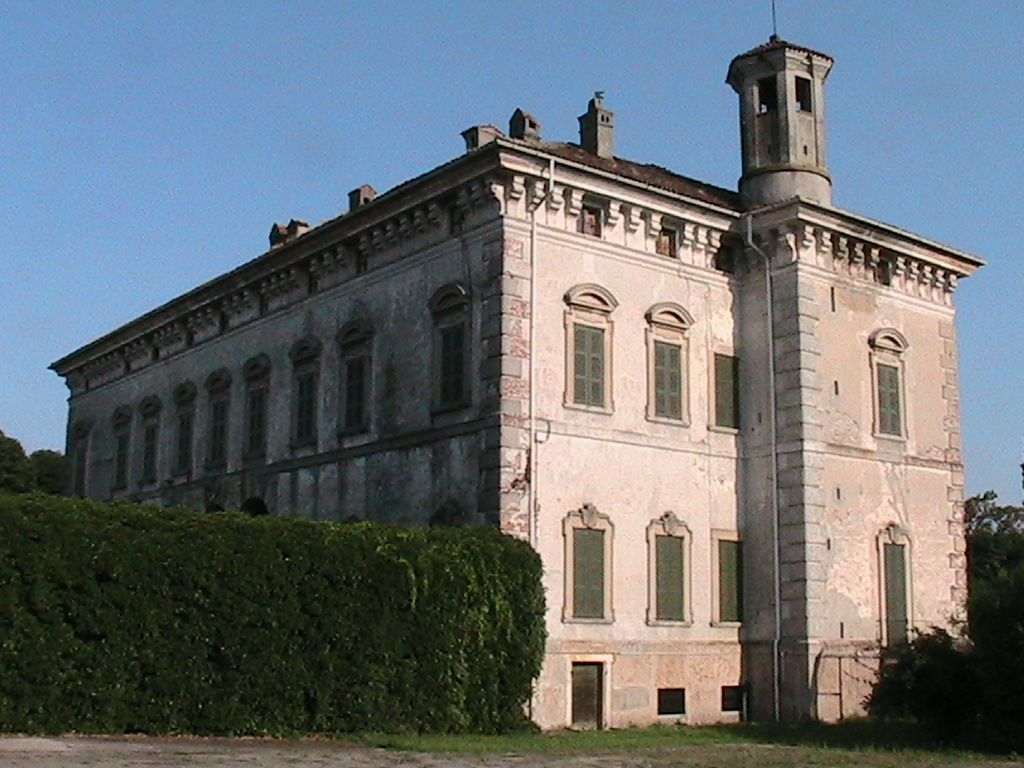
别墅

塞尼加（義大利語：Seniga）是意大利伦巴第大区布雷西亞省的市镇。面积为13平方公里，人口数量为1,624人（2011年）。